# Oracle WebLogic Server
Oracle WebLogic Server — сімейство продуктів розроблених компанією BEA Systems, яку в 2008 році придбала Oracle. У платформу WebLogic входять сервер застосунків J2EE, портал, Integration — продукт на інтеграцію бізнес-процесів, Workshop — «майстерня» і засіб розробки застосунків для WebLogic, і JRockIt, власна JVM.
WebLogic підтримує більшість поширених операційних систем, включаючи UNIX, Linux і Windows. Підтримує Oracle, Sybase, Microsoft SQL Server, DB2 та інші бази даних. 